# Bonnie J. Dunbar
Bonnie Jeanne Dunbar (3 de marzo de 1949) es una exastronauta de la NASA. Se retiró de la NASA en septiembre de 2005. Luego se desempeñó como presidenta y CEO de The Museum of Flight hasta abril de 2010. La Dra. Dunbar ahora lidera la nueva universidad del centro de Houston STEM (ciencia, tecnología, ingeniería y matemáticas) y se unió a la facultad de la Escuela de Ingeniería Cullen.

## Biografía
Dunbar nació en Sunnyside, Washington. En 1967, se graduó de la Escuela Secundaria Sunnyside, en Sunnyside, Washington. Después de graduarse en 1971 en la Universidad de Washington, Dunbar trabajó para Boeing Computer Services por dos años como analista de sistemas. De 1973 a 1975, realizó una investigación para su tesis de maestría en el campo de los mecanismos y la cinética de difusión iónica en beta-alúmina de sodio. Ella es miembro de Kappa Delta Sorority.